# Verständigung II
Verständigung II bezeichnet einen völkerrechtlichen Vertrag zwischen der Europäischen Kommission und der deutschen Bundesregierung. Mit Wirkung vom 11. April 2002 dürfen die deutschen bundes- und ländereigenen Förderbanken Anstaltslast, Gewährträgerhaftung und/oder staatliche Refinanzierungsgarantien behalten.

Voraussetzung dafür ist, dass die Förderbanken nur den in der Verständigung II festgeschriebenen Kanon von Geschäften einhalten. Die diesem Kanon nicht entsprechenden Geschäfte mussten bis zum 31. Dezember 2007 aufgegeben oder ausgegliedert werden. Zugleich waren für die Förderinstitute, die als Abteilungen bei Landesbanken oder in Ministerien als weisungsgebundene Einrichtungen tätig waren, diese in die Selbständigkeit zu überführen oder als organisatorisch getrennte Anstalt in der Anstalt AidA zu führen.

In der Verständigung II werden den deutschen Förderinstituten/ Investitionsbanken Geschäfte ausdrücklich erlaubt. Was nicht festgelegt worden ist, ist nicht erlaubt. Im Gegensatz zur Verständigung I sind für diesen Banktypus am deutschen Finanzmarkt die staatlichen Garantien erhalten worden, so dass gegenüber seinen Gläubigern im Verlustfall vom Träger jederzeit und sofort Zins- und Tilgungszahlungen geleistet werden. Die deutschen Förder- und Investitionsbanken können nicht insolvent gehen; sie sind von den Leistungen zur Unternehmenseinkommenssteuer befreit. 

Im Wettbewerbsgeschäft dürfen die Institute im Treasurybereich, im Konsortialgeschäft (nicht in der Führung) und in der Kommunalfinanzierung tätig sein. Das ursprünglich nicht erlaubte Geschäft mit kommunalen öffentlichen und privaten Gesellschaften hat das Bundesministerium der Finanzen am 2. Juli 2009 auf eine Kleine Anfrage der Abgeordneten Frank Schäffler u. a. und der Bundestagsfraktion der FDP zu "Aktivitäten der Förderbanken im Kommunalgeschäft" zugelassen.